# モスクワ国立交響楽団
モスクワ国立交響楽団（モスクワこくりつこうきょうがくだん、露: Московский государственный симфонический оркестр、英: Moscow State Symphony Orchestra）は、1989年に設立されたモスクワを拠点とするロシアのオーケストラである。略称は「МГСО」。同じような名称のモスクワ交響楽団、モスクワ国立アカデミー交響楽団とは別団体である。

## 概要
1989年に指揮者のドミトリー・オルロフによってモスクワ交響楽団《ソヴレメンニク》（Московский симфонический оркестр «Современник»）として設立された。翌年、国立の組織となり、名称を児童・青少年のためのモスクワ国立交響楽団（Московский государственный симфонический оркестр для детей и юношества）と改めた。名称の通り児童・青少年の音楽教育を活動目的としており、若い世代のためのテーマ別プログラムを企画し、モスクワの各大学で定期的に演奏会を開催している。モスクワ及びモスクワ州の様々なホールで活動するのみならず、ロシアの様々な地方に赴き、各地の音楽祭に参加している。また、1996年のイタリアを皮切りに毎年のように海外ツアーを行い、モンセラート・カバリェの最後のコンサートツアーにも参加、2019年12月にはベルリン・フィルハーモニーにデビューを果たしている。初代芸術監督兼首席指揮者を務めたオルロフは2017年にその職を退き、同年7月よりピアニスト、指揮者のイヴァン・ルディン（アレクサンドル・ルディンの息子）が芸術監督を務める。活動の範囲が広がり、公式サイト・所属するモスクワ国立アカデミーフィルハーモニー公式サイト共に「児童・青少年のための」が外れ「モスクワ国立交響楽団」の名称となっている。

## 歴代首席指揮者
- ドミトリー・オルロフ（1989年 - 2017年）
- イヴァン・ルディン（2017年 - ）